# International Panel for Sustainable Resource Management

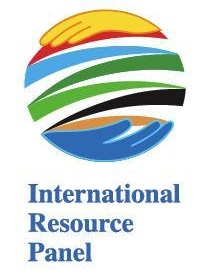
Logo

Das International Panel for Sustainable Resource Management (deutsch etwa: Internationaler Rat für nachhaltiges Ressourcenmanagement), meist kurz International Resource Panel (IRP, deutsch Internationaler Ressourcenrat), ist eine internationale wissenschaftliche Einrichtung unter dem Dach des UN-Umweltprogramms (UNEP). Seit seiner Gründung im November 2007 soll das IRP den wissenschaftlichen Kenntnisstand über die Folgen der Ausbeutung erneuerbarer und nicht erneuerbarer Ressourcen zusammentragen und Entscheidungsträgern sowie Öffentlichkeit zugänglich machen. Außerdem soll es den internationalen Wissensaustausch über nachhaltiges Ressourcenmanagement vorantreiben.
Initiiert im September 2006, wurde das Panel auf dem World Science Forum in Budapest am 9. November 2007 offiziell gegründet. Ihm gehören bis zu 20 Wissenschaftler an, den Vorsitz nahmen zunächst Ernst Ulrich von Weizsäcker und Ismail Serageldin ein.
Vorbild des Panels ist nach Angaben des ebenfalls daran beteiligten Wuppertal Instituts das Intergovernmental Panel on Climate Change, das mit einem ähnlichen Ansatz regelmäßig den Kenntnisstand über die globale Erwärmung zusammenfasst.